# Fauquembergues
 Fauquembergues (ndl.: Valkenberg) ist eine französische Gemeinde mit 942 Einwohnern (Stand 1. Januar 2022) im Département Pas-de-Calais in der Region Hauts-de-France. Sie gehört zum Arrondissement Saint-Omer und zum Kanton Fruges.

## Geographie
Die Gemeinde Fauquembergues liegt im Artois, 22 Kilometer westlich von Aire-sur-la-Lys im Tal der oberen Aa, knapp außerhalb des Regionalen Naturparks Caps et Marais d’Opale. Im Osten der Gemeinde stehen sechs Windkraftanlagen als Teil eines interkommunalen Windparks. Nachbargemeinden von Fauquembergues sind Saint-Martin-d’Hardinghem im Norden, Audincthun im Osten, Renty im Südwesten und Thiembronne im Nordwesten.

## Bevölkerungsentwicklung
| Jahr      | 1962 | 1968 | 1975 | 1982 | 1990 | 1999 | 2009 |
| Einwohner | 882  | 942  | 901  | 884  | 845  | 857  | 973  |

## Sehenswürdigkeiten
- Stiftskirche Saint-Léger (Monument historique, seit 1948[1])

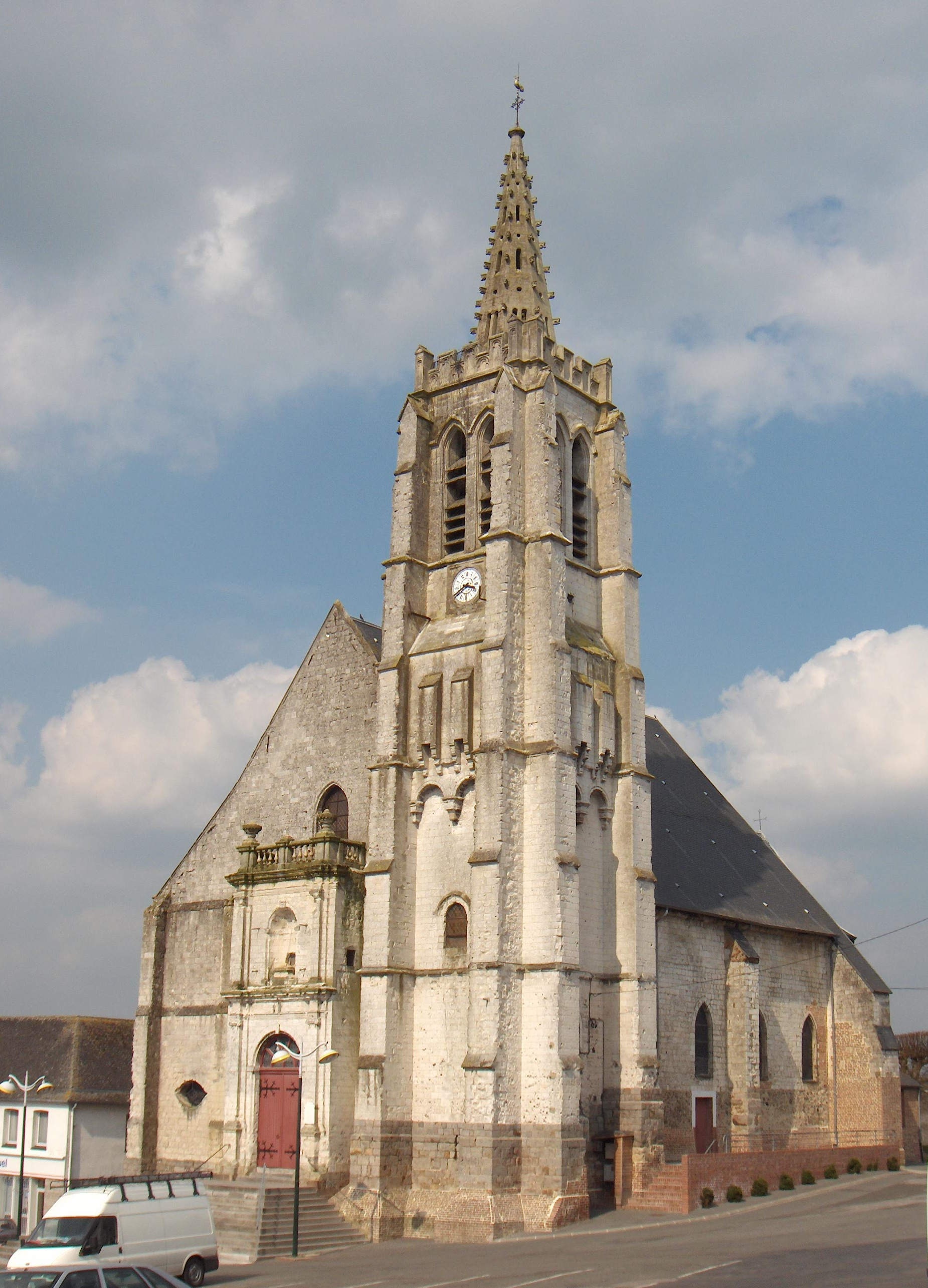
Stiftskirche Saint-Léger
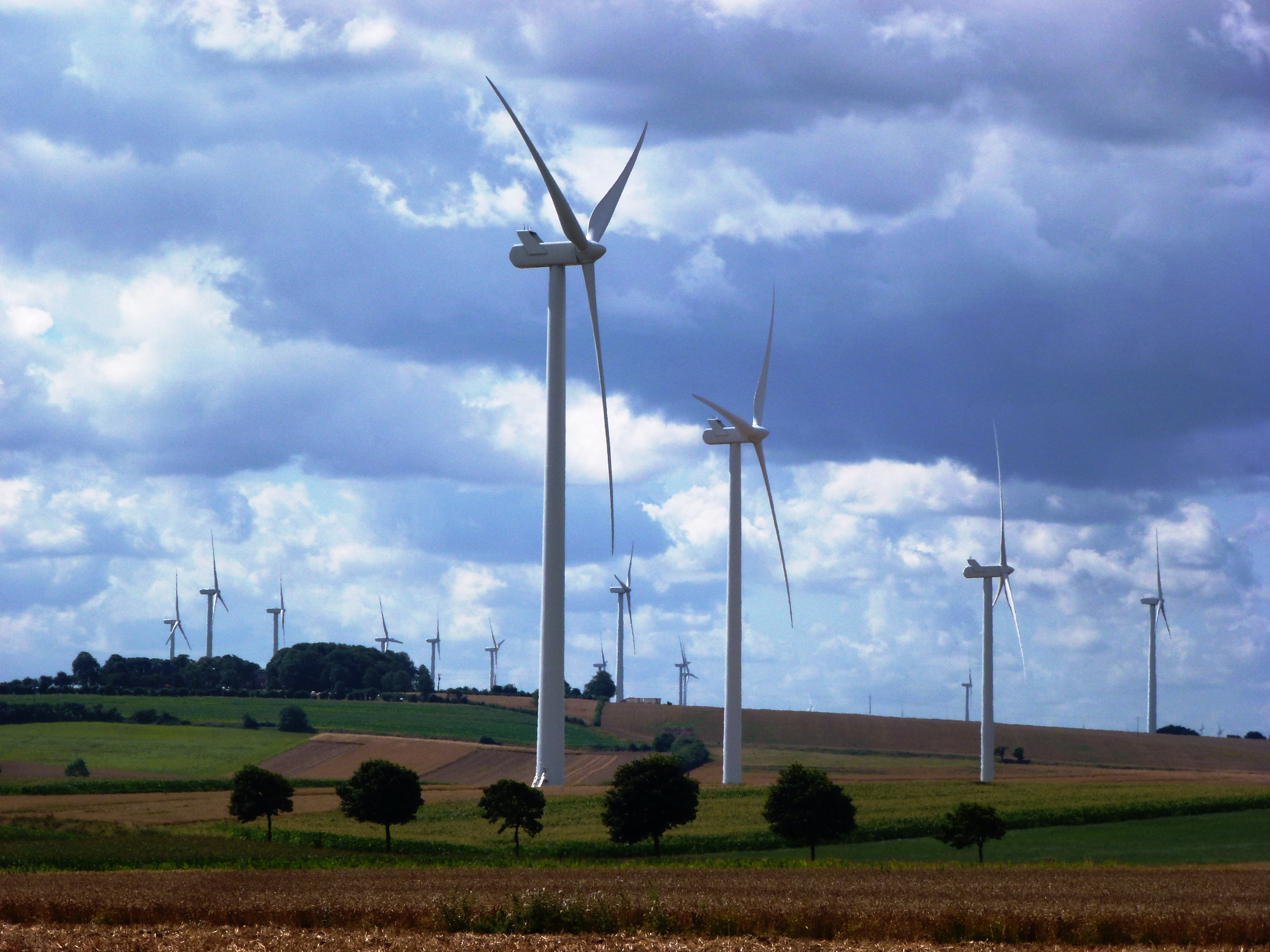
Windpark
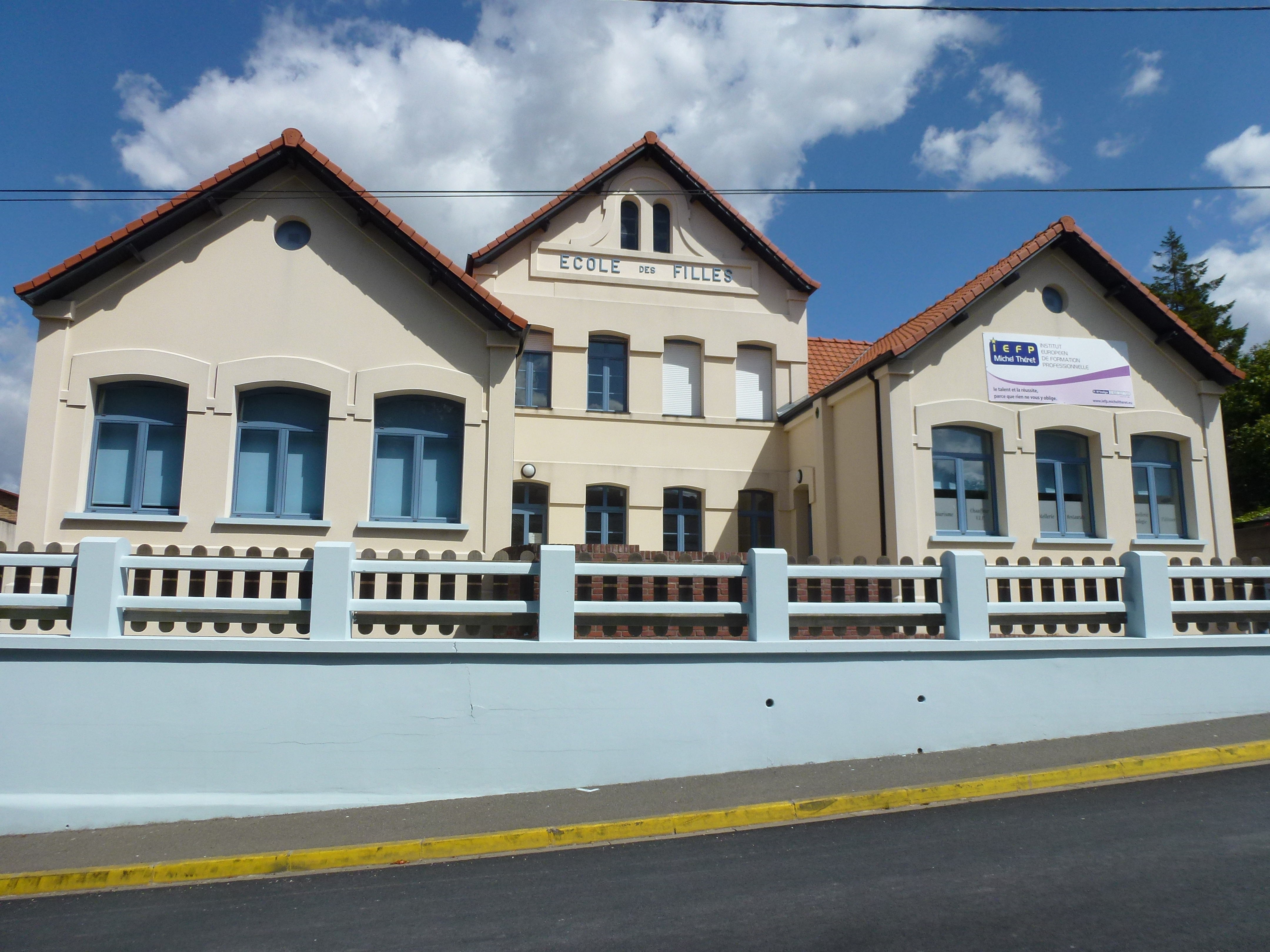
Ehemalige Mädchenschule
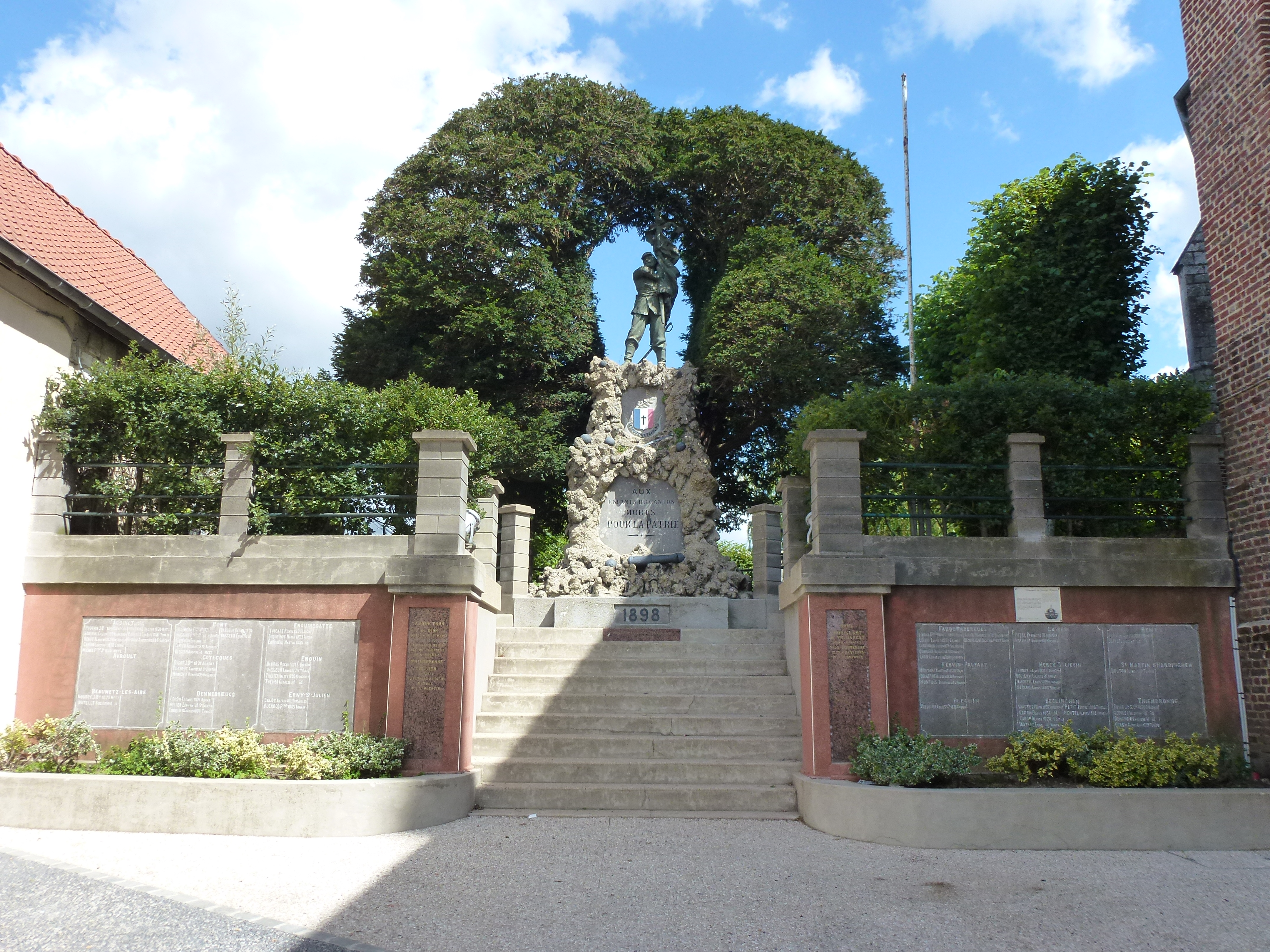
Gefallenendenkmal

## Persönlichkeiten
- Hugo von Falkenberg († 1106), Seigneur de Fauquembergues, Kreuzfahrer und Fürst von Galiläa.
- Pierre-Alexandre Monsigny (1729–1817), Komponist, geboren in Fauquembergues
- Constantin Senlecq (1842–1934), Erfinder, geboren in Fauquembergues